# Stefan Meyer
Stefan Meyer, född 20 juli 1985, är en kanadensisk professionell ishockeyspelare som för närvarande spelar för Schwenninger Wild Wings i Tyskland. Han har representerat NHL-klubbarna Florida Panthers och Calgary Flames.
Meyer inledde sin hockeykarriär i Richmound, Saskatchewan. Han spelade collegehockey i Notre Dame. Han gick senare över till det kanadensiska junior hockeylaget Medicine Hat Tigers i WHL. Efter fyra bra säsonger i Medicine Hat valdes han i andra rundan som 55:e spelare totalt av Florida Panthers i NHL Entry Draft 2003. Inför säsongen 2005-06 representerade han Rochester Americans i AHL.
Den 20 juli 2010 skrev Meyers på ett tvåårskontrakt med NHL-laget Calgary Flames, för vilka han noterades 2 poäng på 16 spelade matcher. Han spelade mestadels för dess farmarlag Abbotsford Heat i AHL.
Den 5 december 2011 skrev Meyer på för Färjestad BK.
10 augusti 2012 blev Meyer klar för tyska klubben Schwenninger Wild Wings.

## Statistik

### Klubbkarriär
| 2000-01    | Medicine Hat Tigers | WHL        | 4  | 1  | 1  | 2  | 0   | —  | — | —  | —  | —  |
| 2001-02    | Medicine Hat Tigers | WHL        | 67 | 18 | 22 | 40 | 48  | —  | — | —  | —  | —  |
| 2002-03    | Medicine Hat Tigers | WHL        | 70 | 36 | 16 | 52 | 90  | 11 | 3 | 3  | 6  | 14 |
| 2003-04    | Medicine Hat Tigers | WHL        | 72 | 34 | 41 | 75 | 69  | 19 | 7 | 10 | 17 | 27 |
| 2004-05    | Medicine Hat Tigers | WHL        | 69 | 34 | 43 | 77 | 104 | 13 | 2 | 4  | 6  | 8  |
| 2005-06    | Rochester Americans | AHL        | 68 | 12 | 16 | 28 | 139 | —  | — | —  | —  | —  |
| 2006-07    | Rochester Americans | AHL        | 63 | 13 | 9  | 22 | 90  | 6  | 0 | 2  | 2  | 8  |
| 2007-08    | Rochester Americans | AHL        | 70 | 21 | 19 | 40 | 77  | —  | — | —  | —  | —  |
| 2007-08    | Florida Panthers    | NHL        | 4  | 0  | 0  | 0  | 0   | —  | — | —  | —  | —  |
| 2008-09    | Rochester Americans | AHL        | 65 | 18 | 22 | 40 | 57  | —  | — | —  | —  | —  |
| 2009-10    | San Antonio Rampage | AHL        | 67 | 10 | 8  | 18 | 86  | —  | — | —  | —  | —  |
| 2010-11    | Calgary Flames      | NHL        | 16 | 0  | 2  | 2  | 17  | —  | — | —  | —  | —  |
| 2010-11    | Abbotsford Heat     | AHL        | 42 | 12 | 5  | 17 | 50  | —  | — | —  | —  | —  |
| 2011-12    | Färjestad BK        | Elitserien | 25 | 1  | 6  | 7  | 40  | 9  | 2 | 0  | 2  | 2  |
| NHL totalt | NHL totalt          | NHL totalt | 20 | 0  | 2  | 2  | 17  | 0  | 0 | 0  | 0  | 0  |